# Pamela Jiles
Pamela Jiles   (Nova Orleans, 10 de juliol de 1955) és una atleta estatunidenca, especialista en curses de velocitat, que va competir durant la dècada de 1970.
El 1976 va prendre part en els Jocs Olímpics de Mont-real, on guanyà la medalla de plata en els 4x400 metres relleus del programa d'atletisme. Formà equip amb Debora Sapenter, Sheila Ingram i Rosalyn Bryant.
Tot i no guanyar cap campionat de l'AAU, sí que guanyà dues medalles d'or, en els 100 i 4x100 metres relleus, i una de plata, en els 200 metres, als Jocs Panamericans de 1975.

## Millors marques
- 100 metres. 11.31" (1976)
- 200 metres. 22.81" (1975)
- 400 metres. 52.64" (1977)[1][3]